# Polyipnus kiwiensis
Polyipnus kiwiensis är en fiskart som beskrevs av Baird, 1971. Polyipnus kiwiensis ingår i släktet Polyipnus och familjen pärlemorfiskar. Inga underarter finns listade i Catalogue of Life.